# 內角和外角

內角和外角

在幾何學中，多邊形的內角是指由多邊形相鄰兩邊所形成的角度。針對簡單多邊形，不論是凸多邊形或是凹多邊形，內角都是在多邊形內側的角度。多邊形在每一個頂點都有一內角。
若一個簡單、封閉的多邊形，其每個內角都小於180°，此多邊形稱為凸多边形。
而多邊形的外角是指由多邊形的一邊和鄰邊的延長線所形成的角度:pp. 261–264。每一個頂點都會有兩個外角，其大小相等。

## 性质
- 同一頂點的內角和外角互為補角，和為180°。
- 一簡單、封閉的多邊形，其內角和為180(n-2)°，其中n為多邊形的邊數，此公式可用三角形的內角和180°，再配合數學歸納法，每次加上一個頂點及兩個邊來證明。
- 一簡單、封閉的多邊形，其外角和為360°。
- 一個頂點會有二個外角，二個外角的角度相等。

## 延伸到非簡單多邊形

五角星形屬於非簡單多邊形，其內角和為180度

內角的概念可以延伸到像星形之類邊和邊相交的非簡單多邊形。此時內角和可以表示為180(n-2k)°，其中n為多邊形邊數，k = 0, 1, 2, 3 ...為繞多邊形的邊走一圈時，會旋轉幾個360°，換句話說，360k°表示外角和。例如對於一般的凸多边形和凹多邊形，繞多邊形的邊走一圈時只會旋轉一個360°，因此外角和為360°。

## 外部連結
- Internal angles of a triangle （页面存档备份，存于）
- Interior angle sum of polygons: a general formula （页面存档备份，存于） - Provides an interactive Java activity that extends the interior angle sum formula for simple closed polygons to include crossed (complex) polygons.